# 刘捷生
刘捷生（1922年7月25日—1977年），又名陈建生，福建福州人，中华人民共和国政治人物。
1938年加入抗日救亡歌咏团，1939年加入中国共产党，后以中共闽浙赣省委地下党员的身份居住于福州。抗战结束后，刘捷生与左丰美等地下党员于1945年在古田发动“澄洋暴动”，随后成立闽浙赣游击队。1948年城工部事件中，参与了对福建地下党员的审查和处决。
1949年4月，解放军在渡江战役中获胜后，闽浙赣省委成立林连罗支前委员会，后改闽东支前委员会，刘捷生任第一分会主任，负责解放军攻打连江县的支前工作。8月13日，出任连江县人民民主政府代县长。随后将县政移交长江支队的郑得山、王连生等南下干部，转任省农委工作队副队长等职。
1972年调任中共晋江地委副书记，后升任地委书记、地区革委会主任。1977年受到审查，随后自杀。1981年中共福州市委为其恢复名誉。